# Последният каубой
Последният каубой (на английски: The Last Cowboy) е американски филм от 2003 г., режисиран от Джойс Чопра.
Във филма участват Джени Гарт, Ланс Хенриксен и Брадли Купър.
Времетраенето на филма е 100 минути.